# مجلات دار العلوم ديوبند
دار العلوم ديوبند الذي تأسست في 30 أيار 1866، في أوتار براديش، بالهند، شاركت في نشر مجلات مختلفة طوال تاريخها. صدرت أول مجلة أردية لها، القاسم، في عام 1910 لإحياء ذكرى قاسم النانوتاوي، وتلتها مجلة الرشيد في عام 1914، والتي سميت على اسم رشيد أحمد الكنجوهي. ركزت مجلة القاسم على المواضيع الأكاديمية، في حين هدفت مجلة الرشيد إلى الوصول إلى جمهور أوسع، ولكن أُوقِف كل منهما في عام 1920 بسبب الصعوبات المالية. استأنفت مجلة القاسم نشاطها لفترة وجيزة بين عامي 1925 و1928، ثم حلت محلها مجلة العلوم الشهرية التي بدأت نشاطها في عام 1941 وما زالت نشطة حتى اليوم. صدرت أول مجلة عربية للحوزة العلمية، وهي دعوة الحق (مجلة)، بين عامي 1965 و1975، تلتها مجلة الداعي عام 1976، ثم مجلة النهضة الأدبية الفصلية عام 2019. وأصدرت أكاديمية شيخ الهند ، التي تأسست عام 1984، مجلة الدراسات الإسلامية في العام نفسه، ومجلة آية دار العلوم من عام 1985 إلى عام 2009. وكانت هناك مجلة أخرى، مجلة الكفاح (1973-1987)، على الرغم من أنها لم تكن تابعة رسميًا للحوزة، إلا أنها كانت تُدار من أفراد مرتبطين بها. بالإضافة إلى ذلك، تقوم جمعيات الطلاب من مناطق مختلفة بإنتاج مجلاتها الخاصة، والتي تعمل منصات للتواصل وتنمية المهارات.

## المجلات الأردية

### القاسم

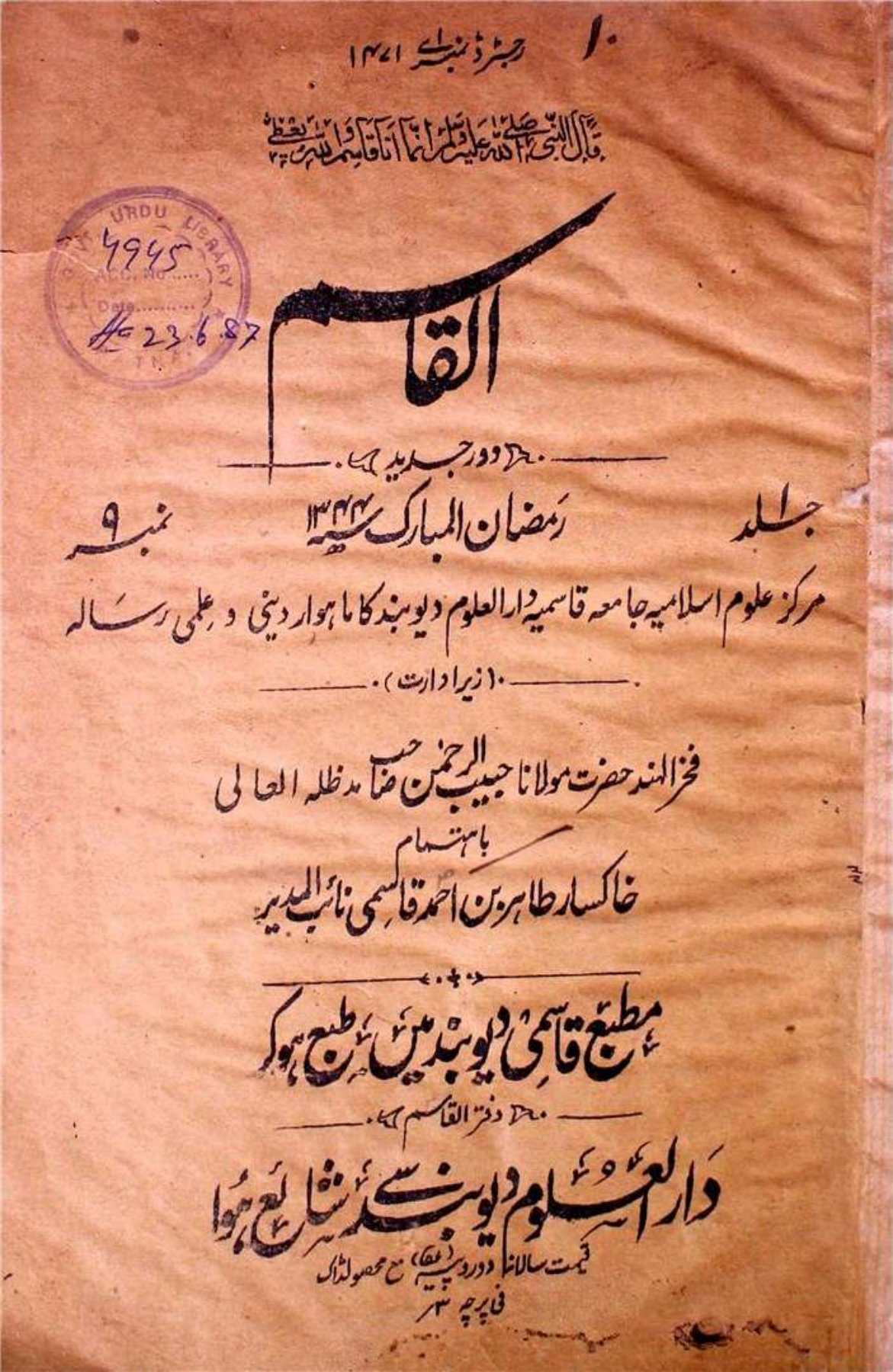
غلاف مجلة القاسم ، المجلد 1، العدد 9

أُسِّسَت القاسم في عام 1910م، وسميت نسبة إلى قاسم النانوتاوي. وقد جاء إنشائها استجابة لطلبات طويلة الأمد من المنتسبين إلى المدرسة الدينية لإصدار منشور يمثل قيمها الفكرية والدينية. في البداية، أدى القيود المالية إلى تأخير إطلاق المجلة حتى قدم حبيب الرحمن عثماني التمويل وأصبح أول محرر لها، بمساعدة أصغر حسين ديوبندي . خدم علماء مثل أشرف علي ثانوي ومحمود حسن ديوبندي كرعاة. صدر عدد نموذجي في نيسان 1910، يحتوي على 32 صفحة تحتوي على مقالات من علماء ديوبنديين بارزين. وقد صدرت المجلة رسميًّا في وقت لاحق من ذلك العام، على الرغم من تأخر صدور العدد الأول المنتظم حتى آب 1910م (شعبان 1328 هـ). وعلى الرغم من نجاحها الأولي، واجهت المجلة تحديات تشغيلية. وكانت المسؤوليات التحريرية تتكامل مع واجبات التدريس والإدارة، مما تسبب في تأخيرات متكررة. وبعد مرور أحد عشر عاماً على صدورها توقفت مجلة القاسم عن الصدور في آذار 1920م (جمادى الثانية 1339هـ).
أحييَت المجلة في عام 1925 (محرم 1344 هـ)، مع عودة حبيب الرحمن عثماني كمحرر. وتم تعيين قاري محمد طاهر نائباً للتحرير، وانضم عتيق أحمد صديقي كمحرر مساعد. وقد جاءت الرعاية في هذه المرحلة من علماء مثل أشرف علي التهانوي، وشبير أحمد عثماني ، وحسين أحمد مدني . وفي حين ظل المحتوى متسقًا مع مرحلته السابقة، إلا أنه بعد أربع سنوات، تم إيقاف مجلة القاسم بشكل دائم في عام 1928 (1347 هـ). 
تهدف المجلة إلى أن تكون بمثابة منصة للحوار الديني والفكري بين المسلمين من خلال معالجة المفاهيم الخاطئة حول التعاليم الإسلامية وتقديم رؤى علمية. وقد تم تحديد أهداف المجلة في قصيدة عربية كتبها الشاعر عبد الرحمن السويحلي ونشرت في العدد الافتتاحي، حيث وصف فيها دورها في تعزيز الفهم الديني وتوجيه الممارسات الأخلاقية. ركزت المقالات في المقام الأول على الدراسات الدينية، والمناقشات الأخلاقية، ودحض الأيديولوجيات التي تعتبر تحريفات للمبادئ الإسلامية. وحافظت المجلة على لهجتها الرسمية والجدية، وتناولت القضايا المعاصرة وشاركت التحديثات حول المؤسسات. وكان من بين السمات المنتظمة قسم "التقريزات" ، الذي استعرض الأعمال المنشورة حديثًا حول مواضيع مثل الدين والتاريخ والأخلاق والأدب، إلى جانب الإعلانات عن الصحف والمجلات.

### الرشيد

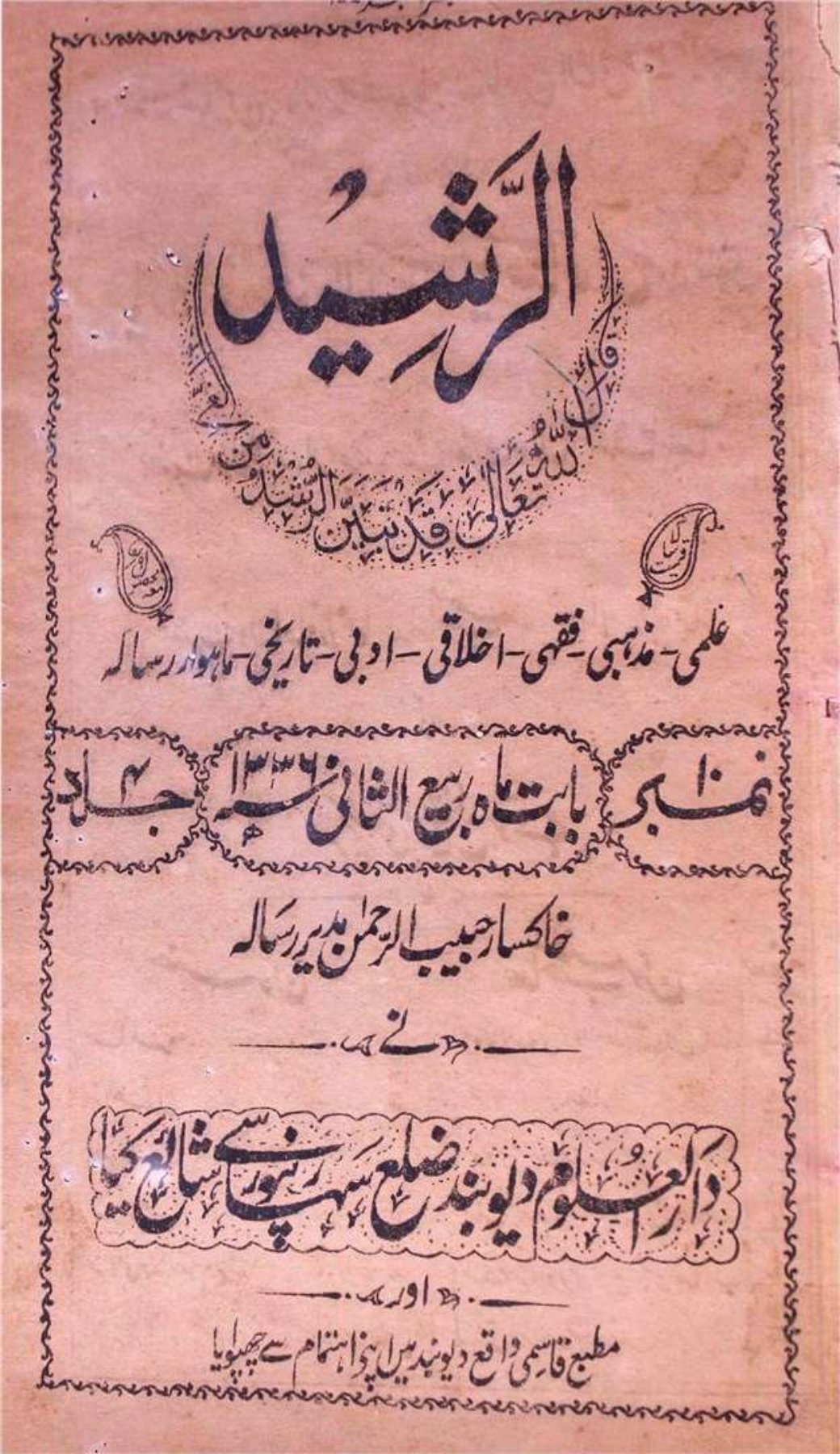
غلاف مجلة الرشيد ، المجلد 4، العدد 10

تأسست مجلة الرشيد في رجب 1332 هـ (أيار 1914 م) لتلبية احتياجات المسلمين الهنود ذوي الخلفيات التعليمية المختلفة، وتقديم محتوى أكثر سهولة في الوصول إليه من المقالات الأكاديمية التي تقدمها مجلة القاسم . سُميت تخليدًا لذكرى رشيد أحمد غنجوهي، الراعي الأول لدار العلوم ديوبند، وقام بتحرير المجلة حبيب الرحمن عثماني وسراج أحمد رشيدي نائبًا للمحرر، تحت رعاية علماء مثل عبد الرحيم رايبوري ، ومحمود حسن ديوبندي، وأشرف علي ثانوي، وحافظ محمد أحمد. وبمشاركة الدعم المالي وفريق التحرير مع القاسم ، واجهت الراشد صعوبات تشغيلية مماثلة، مما أدى إلى توقفها بعد سبع سنوات، مع نشر العدد الأخير في جمادى الثانية 1339 هـ (آذار 1920 م). في البداية تم توزيع المجلة على نطاق واسع كنسخ مجانية، ثم فرضت في وقت لاحق رسوم اشتراك لمواجهة التحديات المالية. وكان الرشيد جزءًا من جهود دار العلوم ديوبند في معالجة الاحتياجات الفكرية والدينية المتنوعة للمجتمع المسلم، على غرار القاسم.

### مجلة دار العلوم الشهرية

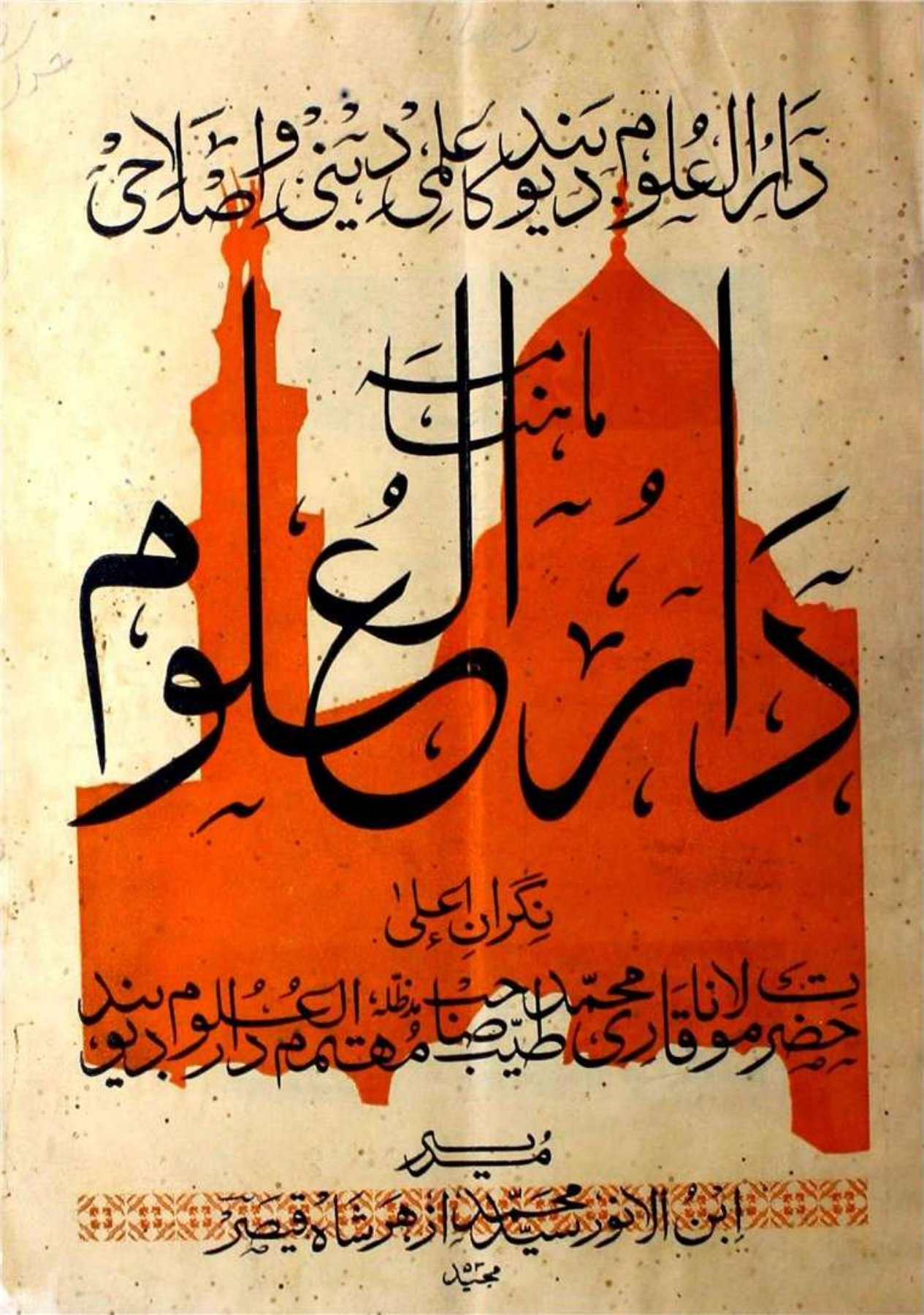
تصميم غلاف مجلة دار العلوم الشهرية ، مايو-يونيو 1955

تصدر مجلة دار العلوم الشهرية منذ عام 1941. تأسست المجلة تحت إشراف محمد طيب قاسمي، وكان عبد الواحد غازيبوري هو محررها الأول، وخضعت المجلة للعديد من التحولات التحريرية، بما في ذلك قيادة أزهر شاه قيصر، وريسات علي ظفر بيجنوري، وحبيب الرحمن أعظمي. ركزت في البداية على الإصلاحات الدينية والمجتمعية، ثم توسع نطاقها لاحقًا ليشمل القضايا الفكرية والاجتماعية والسياسية والمعاصرة، ومعالجة التحديات التي يواجهها المجتمع المسلم من منظور ديوبندي. خلال فترة ولاية أزهر شاه قيصر التي استمرت ثلاثة عقود، تنوعت موضوعات المجلة، بينما توسعت قيادة حبيب الرحمن أعظمي (1984-2016) في قاعدة قراء المجلة لتشمل دولاً آسيوية أخرى. وقد ظهرت في المجلة مقالات لعلماء مثل شبير أحمد عثماني ، وحفظ الرحمن شهراوي، ويوسف بنوري، والتي تعمل كمنصة لأعضاء هيئة التدريس وخريجي دار العلوم ديوبند. ويمكن الوصول إليها أيضًا عبر الإنترنت من خلال موقع المؤسسة.

### عين دار العلوم
نُشرت مجلة عين دار العلوم من عام 1985 حتى توقفها في عام 2009، وأطلقت في البداية باسم بايام دار العلوم قبل إعادة تسميتها بعد تسجيلها، وكان كفيل أحمد علوي محررًا لها. وقد غطت المجلة مجموعة واسعة من المواضيع السياسية والاجتماعية والدينية، وقدمت تحليلات متجذرة في التعاليم الإسلامية، مع مقالات من علماء وطلاب وكتاب حول قضايا مثل نهاية النبوة والأحداث العالمية من خلال منظور قرآني. كما تضمنت مراجعات الكتب والأخبار الدولية، مع التركيز في البداية على التحديثات من دار العلوم ديوبند، على الرغم من أن هذا الجانب تم التخلص منه تدريجيًا. وعلى الرغم من توقفها في عام 2009، فإنها لا تزال جزءًا من تاريخ الصحافة الأردية، وخاصة في السياق الإسلامي.

## المجلات العربية

### دعوة الحق
كانت دعوة الحق (مجلة) مجلة عربية فصلية صدرت من عام 1965 إلى عام 1975، أسسها وطورها وحيد الزمان القيراني. تحت إشراف محمد طيب قاسمي، كانت أول مجلة عربية للمؤسسة، بهدف تقديم دار العلوم ديوبند إلى المناطق الناطقة بالعربية وترجمة محتواها التعليمي إلى اللغة العربية. هدفت المجلة إلى تناول أهمية الإسلام في المجتمع المعاصر، وتسليط الضوء على القرآن الكريم والتعاليم الإسلامية كمصدر للتقدم، مع تعزيز اللغة العربية وآدابها في الهند والعالم العربي. تمت طباعتها بواسطة مطبعة وزير حسن مير أعظم جاد، وكان سعرها روبية واحدة سنويًا، وتم نشر المجلة لمدة عقد من الزمان.

### الكفاح
مجلة الكفاح هي مجلة عربية أخرى تأسست عام 1973 برئاسة تحرير وحيد الزمان القيرانوي، واستمرت في الصدور حتى عام 1987. ورغم عدم ارتباطها الرسمي بجامعة دار العلوم ديوبند، فقد كانت المجلة تنشر بشكل متكرر مقالات لكتاب مرتبطين بالنسخة العربية للمؤسسة. هدفت المجلة إلى معالجة التحديات التي يواجهها المسلمون الهنود وزيادة الوعي بهذه القضايا بين جمهور إسلامي أوسع، وخاصة في دول الخليج.

### الداعي
تأسست صحيفة الداعي في 10 يوليو 1976، بعد توقف صحيفة دعوة الحق ، وكان وحيد الزمان القيرانوي رئيس تحريرها. نُشرت في البداية كصحيفة نصف شهرية مكونة من 8 صفحات، وخضعت للتحول في عام 1993 تحت قيادة نور علم خليل أميني ، لتصبح مجلة شهرية مكونة من 50 صفحة. المحرر الحالي هو عارف جميل مباركبوري.

### الدراسات الإسلامية
كانت الدراسة الإسلامية مجلة أكاديمية ربع سنوية أطلقت في عام 1982 كجزء من مبادرة أكاديمية شيخ الهند، وهي قسم بحثي وتدريبي في دار العلوم ديوبندي، والتي أنشئت في ذكرى محمود حسن ديوبندي. وقد صدر العدد الأول منها سنة 1404هـ (1984م) بإدارة سعيد أحمد أكبر آبادي، وغطت أشهر رمضان، وشوال، وذو القعدة. وتضمن العدد الافتتاحي مقالة افتتاحية بقلم أكبر آبادي، حددت فيها أهداف المجلة والأهداف الأوسع للأكاديمية. ركزت المجلة على المقالات الأكاديمية المتعلقة بالثقافة الإسلامية والتاريخ والقضايا المعاصرة، مع مقالات من علماء مثل إبراهيم علي شوكت، أستاذ في جامعة الأزهر. وقد حظي هذا الكتاب بالتقدير لمحتواه العلمي وساهم في نشر المعرفة الإسلامية في الأوساط الأكاديمية. توقفت المجلة عن الصدور بعد وفاة رئيس تحريرها المؤسس، سعيد أحمد أكبر آبادي، مما يمثل نهاية تأثيرها القصير ولكن المهم على الدراسات الإسلامية.

### النهضة الأدبية
بدأت مجلة النهضة الأدبية كدورية فصلية في عام 2019 برئاسة تحرير محمد ساجد قاسمي. وتغطي المجلة مواضيع أكاديمية وأدبية مختلفة. ومنذ إنشائها، نشرت الأبحاث والتحليلات حول هذه المواضيع، مع الحفاظ على النبرة الأكاديمية.

## مجلات الطلاب
لقد كانت المجلات الطلابية في دار العلوم ديوبند جزءًا بارزًا من التقاليد الفكرية والأدبية للمؤسسة منذ أوائل القرن العشرين. بدأ حامد الأنصاري غازي إصدار هذه المجلات عام 1926 بمجلة غلباغ، والتي أُعيدت تسميتها فيما بعد إلى بهارباغ ، وقد أتاحت هذه المجلات للطلاب فرصًا للتعبير عن أفكارهم وتطوير مهاراتهم الكتابية.  على مر السنين، تم نشر أكثر من مائة مجلة طلابية بمختلف اللغات، بما في ذلك الأردية والعربية والإنجليزية والبنغالية والتاميلية، حيث كانت العديد منها بمثابة منصات للكتاب والصحفيين الناشئين. تغطي هذه المنشورات مجموعة من المواضيع، بما في ذلك المواد الأكاديمية، والقضايا الاجتماعية، والنقد الأدبي، وقد ارتبطت بمسيرة شخصيات في الأدب والإعلام الأردي، مثل أنجوم عثماني وأسرار الحق قاسمي. ولا يزال التقليد الذي أسسه غازي مستمرًا، حيث لا تزال العديد من المجلات الطلابية تتقدم نحو المجالات الأدبية والصحفية. تقدم منشورات مثل آزاد، والبيان، والفصلية مجموعة متنوعة من المحتوى، من المقالات الأكاديمية إلى التعليقات الاجتماعية، وهي جزء راسخ من البيئة الأكاديمية في دار العلوم.

## روابط خارجية
قالب:Darul Uloom Deoband